# Georg Heinrich Pertz
Georg Heinrich Jakob Pertz (født 28. marts 1795 i Hannover, død 7. oktober 1876 i München) var en tysk historiker.
Pertz ansattes 1823 i arkivet i Hannover. Tidlig blev den preussiske minister vom Steins opmærksomhed henledt på ham, og denne gav ham  (1826) overledelsen af det store udgiverarbejde Monumenta Germaniae historica, der i flere rækker (Scriptores, Leges, Diplomata, Deutsche Chroniken, Auctores Antiquissimi, Epistolae, Antiquitates) udgiver kilderne til Tysklands historie i middelalderen. Pertz selv beskæftigede sig mest med den karolingiske tid. For de talrige rejser, dette arbejde medførte, og sine studier i tyske og fremmede håndskriftsamlinger har han gjort rede i Archdv der Gesellschaft für ältere deutsche Geschichtskunde (bind 5—14, 1824—72). I 1842 blev Pertz overbibliotekar i Berlin; 1874 trak ham sig tilbage fra sin embeds- og udgivervirksomhed. Til Tysklands nyere historie har Pertz leveret de vigtige bidrag Leben des Ministers Freiherrn von Stein (6 bind, 1849—54) og Leben des Feldmarschalls Grafen von Gneisenau.